# ادنرد
ادنرد (به فرانسوی: Edenred) شرکت خدمات پشتیبانی فرانسوی است. این شرکت از سال ۱۹۶۲ تحت نام خدمات آکور فعالیت می‌کرد و در ماه ژوئن سال ۲۰۱۰ از شرکت آکور تفکیک شد و با نام ادنرد ثبت گردید.
در حال حاضر شرکت ادنرد در ۳۹ کشور دارای شعبه بوده و در ۴ قاره (آسیا، اروپا، آمریکا و آفریقا) فعالیت می‌نماید و شمار کارکنان آن بیش از ۶٫۰۰۰ نفر می‌باشد.
دفتر مرکزی این شرکت در شهر ملکوف، فرانسه قرار دارد و از تاریخ ۲ جولای ۲۰۱۰ سهام آن در بازار بورس یورونکست پاریس دادوستد می‌شود.